# Wittenberge (nádraží)
Wittenberge je nádraží v německé spolkové zemi Braniborsko, v obci Wittenberge. Je využíváno přibližně 5 tisíci cestujícími denně. Pravidelně zde každý den zastavuje kolem 100 vlaků.

## Popis
Nádraží se nachází přibližně 1 300 metrů od centra obce, na jejím východním okraji. Vstup do nádražní budovy a přilehlému nástupišti je možný od západu přímo z ulice. Od celkové rekonstrukce, která proběhla v roce 2004, jsou zde dvě ostrovní nástupiště dlouhá 405 metrů a jedno ostrovní nástupiště o délce 375 metrů. Stanice je kompletně bezbariérově přístupná.

## Historie
Stanice byla postavena na 126. kilometru trati Berlín–Hamburk a otevřena v roce 1846. O pět let později, v roce 1851, začaly jezdit vlaky po nové trati do Magdeburgu. Díky tomu se stal z wittenberského nádraží nejdůležitější železniční dopravní uzel mezi Berlínem a Hamburkem. Od roku 1870 odsud začaly jezdit také vlaky na trať do Lüneburgu.

### Přestavba

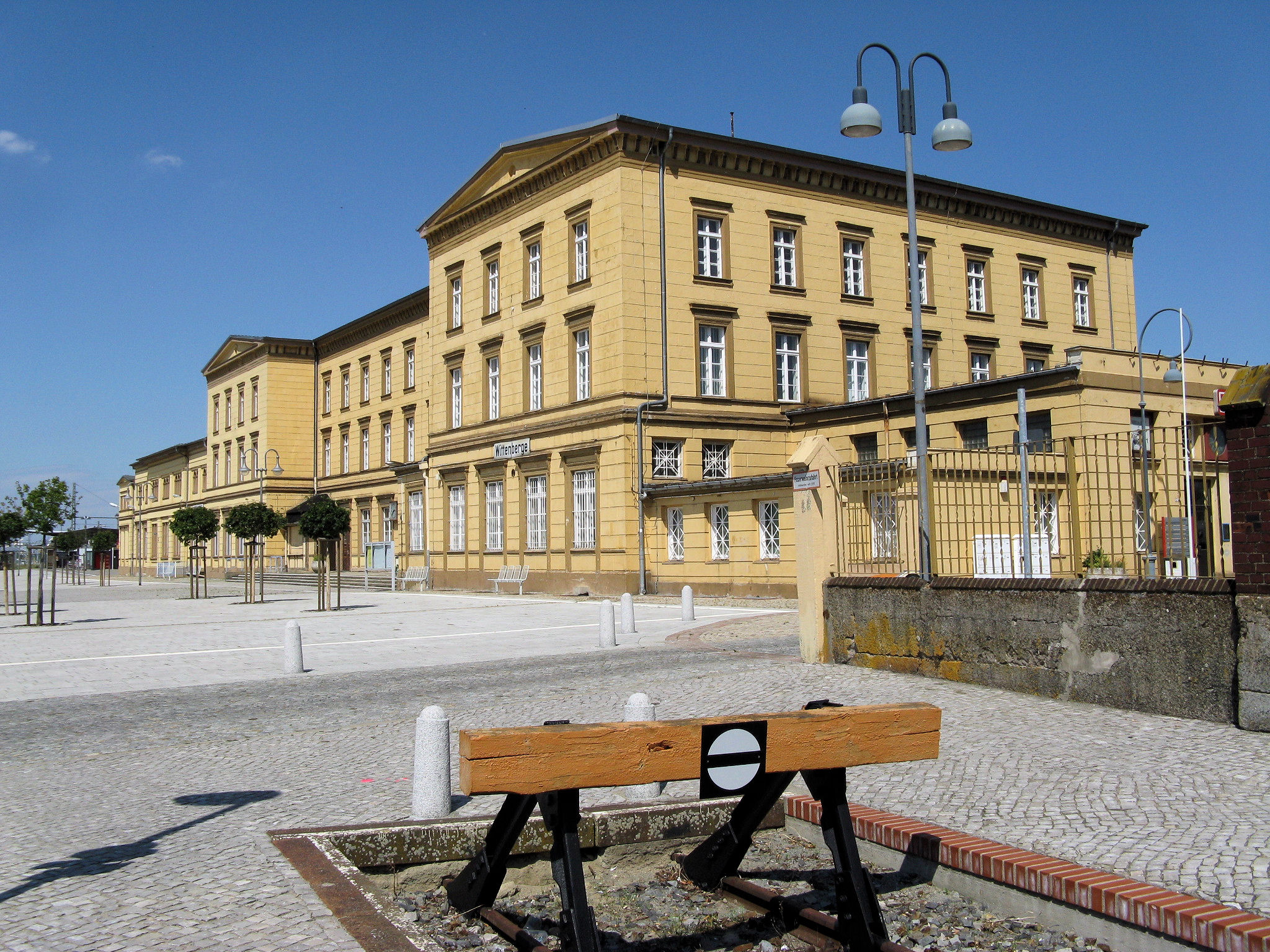
Ukončení kolejí v západní části nádraží

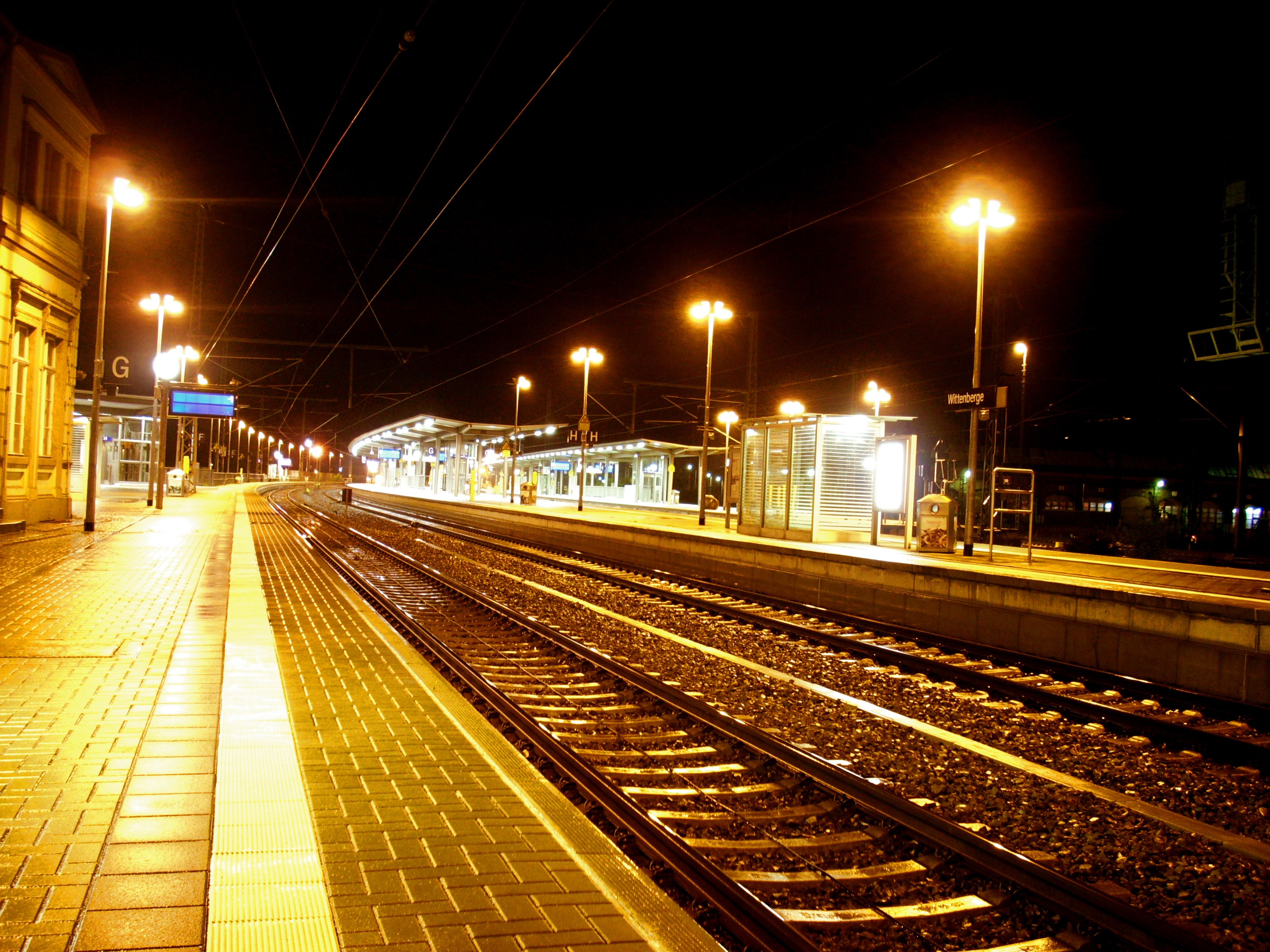
Východní část po dokončení přestavby

Původně stála nádražní budova mezi kolejišti jednotlivých tratí, které byly spojené jen na jednom zhlaví, což je v němčině nazýváno výrazem Keilbahnhof.
Okolo roku 2000, při rekonstrukci celé tratě, byla stanice kompletně přestavěna. Všechny koleje byly přesměrovány východně od budovy na tzv. berlínskou část nádraží, kde došlo k redukci počtu kolejí. Kolejiště v západní magdeburské části bylo úplně sneseno. Průjezdná rychlost byla zvýšena ze 30 na 160 km/h. Přestavba stála celkem přibližně 7 milionů eur. Zrekonstruovaná stanice byla slavnostně otevřena 24. srpna 2004 za přítomnosti tehdejšího kancléře Gerharda Schrödera.